# Pavel Soukup (lekkoatleta)
Pavel Soukup (ur. 2 stycznia 1971 w Stodzie) – czeski lekkoatleta specjalizujący się w biegach średniodystansowych, uczestnik letnich igrzysk olimpijskich  w Atlancie (1996). W czasie swojej kariery reprezentował również Czechosłowację.

## Sukcesy sportowe
- trzykrotny mistrz Czechosłowacji w biegu na 800 metrów – 1990, 1991, 1992[1]
- dwukrotny mistrz Czech w biegu na 800 metrów – 1994, 1995[2]
- halowy mistrz Czech w biegu na 800 metrów – 1995[3]

| Rok  | Miasto    | Zawody                    | Konkurencja   | Wynik         |
| ---- | --------- | ------------------------- | ------------- | ------------- |
| 1995 | Barcelona | Halowe mistrzostwa świata | bieg na 800 m | brązowy medal |
| 1995 | Fukuoka   | Uniwersjada               | bieg na 800 m | brązowy medal |

## Rekordy życiowe
- bieg na 400 metrów – 47,34 – Jablonec 21/06/1997
- bieg na 800 metrów – 1:44,87 – Norymberga 07/06/1996
- bieg na 800 metrów (hala) – 1:46,38 – Ludwigshafen 25/01/1995
- bieg na 1000 metrów (hala) – 2:23,20 – Erfurt 05/02/1997